# مايكل أونيل
مايكل أندرو مارتن أونيل (بالإنجليزية: Michael Andrew Martin O'Neill)‏ مواليد 5 يوليو 1969 هو مدرب كرة قدم من أيرلندا الشمالية ولاعب كرة قدم محترف سابق وهو المدرب الحالي لمنتخب أيرلندا الشمالية لكرة القدم.
بدأ أونيل مسيرته الكروية في بلده أيرلندا الشمالية مع نادي كوليرين، قبل أن يلعب لعدد من الأندية في إنجلترا واسكتلندا والولايات المتحدة، بما في ذلك نيوكاسل يونايتد ودندي يونايتد ونادي هيبرنيان وويغان أتلتيك وبورتلاند تيمبرز. كان متوجاً 31 مرة على المستوى الدولي من أيرلندا الشمالية، حيث سجل أربعة أهداف.
كان دوره التدريبي الأول مع نادي بريتشين سيتي، الذي دربه من عام 2006 إلى عام 2008، عندما قبل تدريب نادي شامروك روفرز. بعد حصوله على لقبين في الدوري الأيرلندي وكأس سيتانتا مع روفرز، تولى تدريب أيرلندا الشمالية في عام 2012. خلال فترة تدريب أونيل، تأهلت أيرلندا الشمالية لبطولة يورو 2016، وهي أول بطولة أوروبية على الإطلاق.

## المسيرة الاحترافية

### أندية لعب لها
- نادي كوليرين
- نيوكاسل يونايتد
- دندي يونايتد
- نادي هيبرنيان
- كوفنتري سيتي
- نادي أبردين
- نادي ريدنغ
- ويغان أتلتيك
- سانت جونستون

## وصلات خارجية
- مايكل أونيل على موقع الاتحاد الأوربي (الإنجليزية)
- مايكل أونيل على موقع قاعدة بيانات كرة القدم.إي يو (الإنجليزية)
- مايكل أونيل على موقع ناشيونال فوتبول تيمز (الإنجليزية)
- مايكل أونيل على موقع Soccerway.com (الإنجليزية)
- مايكل أونيل على موقع عالم كرة القدم.نت (الإنجليزية)